# Jean-Michel Ben Soussan
 (mars 2025).
Si vous disposez d'ouvrages ou d'articles de référence ou si vous connaissez des sites web de qualité traitant du thème abordé ici, merci de compléter l'article en donnant les références utiles à sa vérifiabilité et en les liant à la section « Notes et références ».
Jean-Michel Ben Soussan, né le 16 mai 1968 à Paris 16e, est un réalisateur français de films et de séries de télévision.

## Filmographie

### Cinéma
- 2016 : Le Correspondant[1]

### Télévision
- Jamais, au grand jamais (1996), série télévisée précédant Monsieur Manatane sur la chaîne Canal+
- SODA, un trop long week-end (2014), téléfilm
- José (2016), série télévisée